# Oberer Rißkopf
Der Obere Rißkopf ist ein 2049 m ü. NHN hoher Gipfel im Hauptkamm des Estergebirges in den Bayerischen Voralpen. Er ist damit nach dem Krottenkopf der zweithöchste Punkt im Estergebirge.

## Geographie
Der von Norden gut sichtbare Gipfel befindet sich auf Oberauer Gemeindegebiet und ist dem Krottenkopf nordwestlich vorgelagert. Zwischen ihnen liegt im Sattel die Weilheimer Hütte und unterhalb seiner steil abfallenden Nordwestwand das Loisachtal. Im Osten erstreckt sich eine weitläufige Karstfläche (Angerlboden, Michelfeld).
Nur wenige Meter unterhalb des Gipfels befindet sich der Punkt, an dem die Grenzen der Gemeinden Oberau, Eschenlohe und Garmisch-Partenkirchen aufeinandertreffen.